# Яровиков, Александр Васильевич
Алекса́ндр Васи́льевич Яровико́в (17 октября 1916, Колянур, Уржумский уезд, Вятская губерния, Российская империя — 2 ноября 1999, Йошкар-Ола, Марий Эл, Россия) — советский хозяйственный и общественно-политический деятель. Председатель Пектубаевского районного комитета КПСС Марийской АССР (1950—1955), председатель колхоза «40 лет Октября» Новоторъяльского района МАССР (1955—1980). Кавалер ордена Ленина (1971). Депутат Верховного Совета РСФСР VII—IX созывов (1967—1980), делегат XXIII съезда КПСС (1966). Участник Великой Отечественной войны.

## Биография
Родился 17 октября 1916 года в дер. Колянур ныне Советского района Марий Эл.
В 1939 году призван в РККА. Участник Великой Отечественной войны: командир взвода стрелковой части, младший сержант. В июле 1941 года тяжело ранен, в сентябре того же года комиссован. Награждён орденом Отечественной войны I степени.
В 1941—1943 годах работал заместителем директора Ронгинской МТС Марийской АССР. В 1944 году окончил курсы Наркомата заготовок СССР в Москве, в 1944—1949 годах — уполномоченный Наркомата заготовок СССР по Пектубаевскому району МАССР. В 1950 году окончил курсы при Марийском обкоме ВКП(б). В 1950—1955 годах — председатель Пектубаевского райкома КПСС, в 1955—1980 годах — председатель колхоза «40 лет Октября» Новоторъяльского района МАССР.
Был известен и как общественно-политический деятель. В 1959—1963 годах избирался депутатом Верховного Совета Марийской АССР, в 1967—1980 годах — депутатом Верховного Совета РСФСР VII—IX созывов. В 1966 году был делегатом XXIII съезда КПСС.
За вклад в развитие народного хозяйства Марийской республики награждён орденами Ленина, Трудового Красного Знамени и «Знак Почёта», Почётной грамотой Президиума Верховного Совета РСФСР, а также пятью почётными грамотами Президиума Верховного Совета Марийской АССР. 
Скончался 2 ноября 1999 года в Йошкар-Оле.

## Награды
- Орден Ленина (1971)[1][2]
- Орден Трудового Красного Знамени (1965)[1][2]
- Орден «Знак Почёта» (1960)[1][2]
- Орден Отечественной войны I степени (1985)[1][2]
- Медаль «За трудовую доблесть» (1951)[1][2]
- Медаль «За доблестный труд. В ознаменование 100-летия со дня рождения Владимира Ильича Ленина»
- Почётная грамота Президиума Верховного Совета РСФСР (1960)[1][2]
- Почётная грамота Президиума Верховного Совета Марийской АССР (1957, дважды), 1965, 1966, 1976)[1][2]

## Память
На здании колхоза «40 лет Октября» Новоторъяльского района Марийской АССР в память о нём установлена мемориальная доска.